# Philippe Biamby
Philippe Biamby (21 de setembro de 1952 - 13 de dezembro de 2008) foi um membro do Alto Comando das Forças Armadas do Haiti, Chefe do Estado Maior do Exército do Haiti e vice de Raoul Cédras durante a junta haitiana de 1991 a 1994.

## Antecedentes
Philippe Biamby é filho de Ketly Biamby e Pierre Biamby, um importante funcionário da Era Duvalier.
Ele recebeu treinamento de infantaria em Fort Benning, Geórgia, entre 1980-1985.
Biamby em 1989 foi expulso do exército após participar de uma tentativa de golpe contra Prosper Avril. Após o fracasso do golpe, ele fugiu para a República Dominicana e depois viajou para os Estados Unidos, onde foi preso por 6 meses em Nova York, devido a acusações de imigração.

## Junta haitiana
Biamby como Chefe do Estado-Maior do Exército, ajudou a derrubar Jean-Bertrand Aristide durante o golpe de 1991.
Durante a junta militar, foi membro do Alto Comando das Forças Armadas do Haiti e braço direito de Raoul Cédras. Ele foi descrito como um antiamericano linha-dura.

## Últimos anos
Com a chegada das forças americanas ao Haiti em setembro de 1994, Biamby fugiu para o Panamá, onde recebeu asilo político. Um pedido de extradição de 1998 do Haiti não foi concedido.
Philippe Biamby foi indiciado em 2000 por sua conexão com o Massacre de Raboteau e condenado à revelia por um tribunal haitiano em 16 de novembro de 2000 à prisão perpétua.
Ele morreu em 13 de dezembro de 2008, devido a um câncer.